# Heather Petri

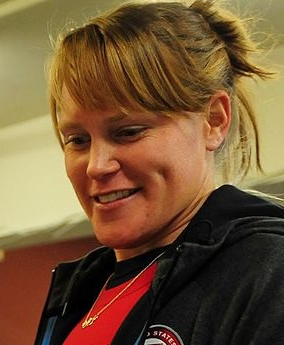
Heather Petri (2013)

Heather Petri (13 de junio de 1978, Oakland) es una jugadora de waterpolo de Estados Unidos, que ganó la medalla de plata con el equipo nacional femenino de Estados Unidos en los Juegos Olímpicos de 2000, una medalla de bronce en los Juegos Olímpicos de 2004, una medalla de plata en Pekín en 2008 y la medalla de oro en Londres 2012. Su posición es atacante.

## Carrera
En junio de 2009, Petri fue convocada al equipo nacional senior de waterpolo femenino de los EE. UU. en los Campeonatos del Mundo FINA 2009. Actualmente juega para el Club Náutico de Vouliagmeni, Grecia, con el que ganó el Campeonato de Europa 2010.